# Washington Redskins 1948
La stagione 1948 dei Washington Redskins è stata la 17ª della franchigia nella National Football League e la 11ª a Washington. Sotto la direzione del capo-allenatore Turk Edwards la squadra ebbe un record di 7-5, terminando seconda nella NFL Eastern e mancando i playoff per il terzo anno consecutivo.

## Calendario
| Stagione regolare |                    |                        |                    |                    |                           |                    |                    |
| Turno             | Data               | Avversario             | Risultato          | Record             | Stadio                    | Pubblico           | Sintesi            |
| 1                 | Settimana di pausa | Settimana di pausa     | Settimana di pausa | Settimana di pausa | Settimana di pausa        | Settimana di pausa | Settimana di pausa |
| 2                 | 26 settembre       | Pittsburgh Steelers    | V 17–14            | 1–0                | Griffith Stadium          | 32,593             | Recap              |
| 3                 | 3 ottobre          | New York Giants        | V 41–10            | 2–0                | Griffith Stadium          | 32,593             | Recap              |
| 4                 | 10 ottobre         | at Pittsburgh Steelers | S 7–10             | 2–1                | Forbes Field              | 28,969             | Recap              |
| 5                 | 17 ottobre         | Philadelphia Eagles    | S 0–45             | 2–2                | Griffith Stadium          | 35,584             | Recap              |
| 6                 | 24 ottobre         | at Green Bay Packers   | V 23–7             | 3–2                | Wisconsin State Fair Park | 13,433             | Recap              |
| 7                 | 31 ottobre         | Boston Yanks           | V 59–21            | 4–2                | Griffith Stadium          | 29,758             | Recap              |
| 8                 | 7 novembre         | at Boston Yanks        | V 23–7             | 5–2                | Fenway Park               | 13,659             | Recap              |
| 9                 | 14 novembre        | Detroit Lions          | V 46–21            | 6–2                | Griffith Stadium          | 32,528             | Recap              |
| 10                | 21 novembre        | at Philadelphia Eagles | S 21–42            | 6–3                | Shibe Park                | 36,254             | Recap              |
| 11                | 28 novembre        | at Chicago Bears       | S 13–48            | 6–4                | Wrigley Field             | 42,299             | Recap              |
| 12                | 5 dicembre         | Los Angeles Rams       | S 13–41            | 6–5                | Griffith Stadium          | 32,970             | Recap              |
| 13                | 12 dicembre        | at New York Giants     | V 28–21            | 7–5                | Polo Grounds              | 23,156             | Recap              |

Nota: gli avversari della propria division sono in grassetto.

## Classifiche
| NFL Eastern         |   |   |   |      |     |     |     |     |
|                     | V | S | P | %    | DIV | PF  | PS  | STR |
| Philadelphia Eagles | 9 | 2 | 1 | .818 | 7–1 | 376 | 156 | V1  |
| Washington Redskins | 7 | 5 | 0 | .583 | 5–3 | 291 | 287 | V1  |
| New York Giants     | 4 | 8 | 0 | .333 | 3–5 | 305 | 388 | S2  |
| Pittsburgh Steelers | 4 | 8 | 0 | .333 | 3–5 | 200 | 243 | S1  |
| Boston Yanks        | 3 | 9 | 0 | .250 | 2–6 | 174 | 372 | V1  |

Note: I pareggi non venivano conteggiati ai fini della classifica fino al 1972.